# Batalha de Bint Jbeil
A Batalha de Bint Jbeil foi uma das principais batalhas da Guerra do Líbano de 2006. 
Bint Jbeil (em árabe: بنت جبيل , Bint Jubayl) é uma cidade importante com cerca de 20.000 habitantes (principalmente xiitas) no sul do Líbano. Apesar de três tentativas sustentadas das forças israelenses de conquistar a cidade, ela permaneceu nas mãos do Hezbollah até o fim da guerra. A cidade foi palco de algumas das lutas mais ferozes da guerra, com ambos os lados sofrendo perdas pesadas. Três oficiais de alto escalão israelenses foram mortos na batalha. O Hezbollah também perdeu vários comandantes, principalmente Khalid Bazzi, comandante da área de Bint Jbeil.

## Contexto
A cidade no sul do Líbano foi um importante centro da resistência libanesa durante os 18 anos de ocupação israelense. Após a retirada de Israel em 2000, se tornou uma importante base para o Hezbollah. O secretário-geral do Hezbollah, Sayyed Hassan Nasrallah, fez seu discurso de vitória em Bint Jbeil após a retirada de Israel, diante de uma alegre audiência de mais de 100.000 pessoas, muçulmanos e cristãos, onde menosprezou o poder israelense:
| “ | "Barak (primeiro-ministro israelense da época) está dizendo ao Líbano para considerar a retirada como um sinal de paz. Isso é traição. Ele saiu porque não teve outra opção... Barak ainda mantém nossos prisioneiros em suas prisões, ocupa um território que é nosso – as Fazendas de Shebaa... cada prisioneiro nas prisões israelenses em breve, se Deus quiser, estará de volta em casa entre vocês. Barak e seu governo não têm escolha: eu o aconselho a deixar as fazendas de Shebaa... ele não tem outra escolha... Eu lhes digo: o Israel que possui armas nucleares e tem a força aérea mais poderosa da região é mais fraco que uma teia de aranha." | ” |

De acordo com o jornalista israelense Amir Rapaport, o discurso de Nasrallah enfureceu o comando das Forças de Defesa de Israel, que com o tempo desenvolveu um "complexo de teias de aranha". A guerra do Líbano em 2006 finalmente apresentou uma oportunidade para se vingar. Oficiais superiores das FDI, como o chefe de gabinete Dan Halutz e o chefe de operações Gadi Eisenkot afirmaram que Bint Jbeil era um "símbolo" importante. Eles esperavam capturar a cidade e trazer um líder israelense para fazer um discurso de vitória no mesmo local onde Nasrallah fez seu discurso em 2000. Em vez disso, Bint Jbeil viria a simbolizar o fracasso.
De acordo com estimativas israelenses, Bint Jbeil e a cidade vizinha de Aynata foram defendidas por 100-140 combatentes, cerca de 60 dos quais pertenciam à guarnição local e cerca de 40 pertenciam à Força Especial do Hezbollah. O objetivo principal do Hezbollah não era manter o território, mas sangrar os israelenses e retardar seu avanço.

## Batalha
A operação foi planejada como um movimento de pinça com a Brigada Golani se aproximando da cidade pelo leste e a Brigada de Paraquedistas pelo oeste. Os paraquedistas, entretanto, partiram tarde demais e receberam ordens de parar antes de chegarem às posições designadas. O lado norte da cidade foi intencionalmente deixado aberto, aparentemente para fornecer uma rota de fuga para os defensores da cidade. Em vez disso, o Hezbollah aproveitou a oportunidade para enviar reforços à cidade. De acordo com as ordens emitidas pelo Comando do Norte das FDI em 22 de julho, a cidade deveria ser cercada, mas não ocupada.
O avanço israelense foi precedido por um massivo bombardeio de artilharia. Um oficial de artilharia israelense, tenente-coronel Avi Mano afirmou que Bint Jbeil foi atingido por 3.000 projéteis em 25 de julho. De acordo com o oficial, os canhões das FDI podem atingir diretamente as casas e causar "mais danos" do que os foguetes Katyusha do Hezbollah.
A batalha por Bint Jbeil começou em 24 de julho, quando as forças israelenses se aproximaram da cidade vizinha de Aianata pelo leste e se aproximaram do distrito de Sadr. Cinco soldados Golani foram feridos por fogo amigo e dois tanques foram enviados para evacuá-los. O primeiro tanque foi atingido por um míssil, matando o comandante do pelotão e ferindo dois tripulantes. O segundo tanque, um Merkava IV, atropelou uma poderosa mina controlada remotamente e rolou com a explosão. Um dos tripulantes foi morto e o comandante do 52º batalhão, tenente-coronel. Guy Kabili, assim como seu vice, foi ferido. Uma escavadeira D-9 blindada que tentou resgatar as vítimas foi forçado a recuar após ser atingido por um míssil. Os feridos foram finalmente evacuados sob a cobertura de uma cortina de fumaça. Ao todo, as FDI perderam 2 mortos e 18 feridos nos confrontos. Cinco soldados do Hezbollah também foram mortos durante os combates. Outros quatro soldados foram mortos no sul de Bint Jbeil, perto da mesquita Maslakh.
No início de agosto, discussões foram realizadas no comando das FDI sobre o que fazer com Bint Jbeil. O chefe de gabinete Halutz decidiu ocupar os bolsões de resistência restantes perto da fronteira; Bint Jbeil, Ayta ash-Sha'b e Mays al-Jabal. Desta vez, Bint Jbeil seria efetivamente cercado e atacado simultaneamente por todos os lados. A operação deveria ser concluída até 8 de agosto.
Na noite de 6 de agosto, a batalha recomeçou. O avanço israelense foi lento. No dia seguinte, um paraquedista foi morto e outros quatro ficaram feridos em um confronto que durou várias horas. Dois tripulantes de tanques israelenses, incluindo um oficial, foram mortos e outros dois ficaram feridos quando seu tanque foi atingido por um míssil antitanque. as FDI afirmou que 5 soldados do Hezbollah também foram mortos durante o confronto.
O chefe da operação Gadi Eisenkot teve que informar ao gabinete israelense que o exército não havia conseguido ocupar Bint Jbeil e algumas outras localidades próximas à fronteira. O Hezbollah conseguiu manter suas posições na cidade durante a guerra. Nos últimos dias da guerra, os combates se concentraram nas áreas ao norte da cidade e não houve relatos de combates intensos na própria cidade.

## Resultado
Israel enviou a elite de suas forças regulares, a brigada de infantaria Golani e a brigada de paraquedistas para Bint Jbeil. As FDI desfrutou de uma tremenda superioridade tanto em número quanto em poder de fogo, bem como absoluta superioridade aérea. Os mais de 5.000 soldados das Forças Armadas de Israel que cercaram a cidade enfrentaram pouco mais de 100 soldados do Hezbollah. Os israelenses falharam em conquistar a cidade ou em fazer qualquer outra conquista operacional. Segundo Avi Kober, a retirada israelense foi "corretamente interpretada pelo Hezbollah como uma grande vitória para a organização".

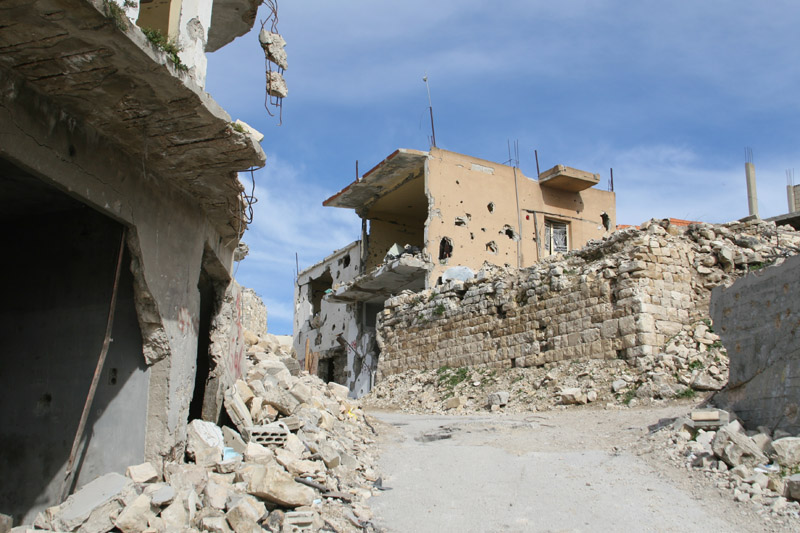
Centro de Bint Jbeil depois da guerra

O Hezbollah considerou a batalha de Bint Jbeil uma vitória notável. As forças israelenses que participaram da batalha eram muito superiores, tanto em número quanto em poder de fogo. De acordo com estimativas israelenses, as cidades eram defendidas apenas por uma força do tamanho de uma companhia (100 a 140 homens) e, no entanto, os soldados do Hezbollah conseguiram manter quatro brigadas das FDI sob controle. Os comandantes do Hezbollah estimaram posteriormente que estavam em desvantagem numérica de 10 ou 20 para um nas batalhas. Os israelenses frequentemente divulgavam estimativas conflitantes sobre o número de soldados do Hezbollah mortos nos vários confrontos durante a guerra. Nenhuma estimativa geral foi publicada após a guerra. Um estudo israelense semi oficial afirmou que "dezenas" de agentes do Hezbollah foram mortos na batalha. O Hezbollah geralmente dominava o campo de batalha "por causa da coragem do soldado, sua firmeza e conhecimento do terreno".